# Камйонек (Варшава)
Камйонек (пол. Kamionek) — мікрорайон на півночі дільниці Прага у Варшаві на східному березі річки Вісла. Мікрорайон має такі кордони — по північній межі Прага Полудень до перехрестя вулиць Подскарбинської і Гроховської, далі по західній стороні вулиці Мендзиборської до алеї Джорджа Вашингтона, потім на північ від алеї Понятовського до мосту Понятовського через річку Вісла.

## Історія
У IX столітті тут вже існувало село Камен (Камінь). Потім поблизу села виникли нові поселення — Таргове і Скаришев. На Полі виборів в Камені були обрані два короля Польщі, в 1573 році Генріх III Валуа і в 1733 році Август III Веттин. Ці землі, як і місцеві церква і парафія належали архієреям Плоцька, у яких в 1780 році вони були придбані королем Станіславом Августом Понятовським.
У тому місці, де колись стояла церква, зруйнована протестантами-шведами в 1656 році, тепер стоїть собор Переможної Богоматері, побудований у 1929-1931 роках за проектом архітектора Костянтина Якимовича. Поруч з церквою знаходиться кладовище, найстаріше у Варшаві і одне з найстаріших в Польщі. Тут знаходяться символічні могили захисників Варшави 1794 року — генерала і поета Якуба Ясинського і Тадеуша Корсака. 